# Філіп Рікер
Філіп Т. Рікер (англ. Phillip T. Reeker) — виконувач обов'язків асистента Державного секретаря у справах Європи та Євразії з 2019 до 2021 року.
Рікер народився в Пенсільванії, і провів свою молодість в декількох районах Сполучених Штатів, а також в Австралії. Закінчив Єльський університет у 1986 році і отримав ступінь магістра в Школі міжнародного менеджменту Thunderbird в 1991 році. Він одружений з Солвей Джонсон Рікер, яка також є членом Служби закордонних справ. Крім англійської, Рікер вільно володіє македонською, угорською та німецькою мовами. 18 березня 2008 року президент Джордж Буш призначив Філіпа Т. Рікера послом Сполучених Штатів Америки в Македонії. Його призначення було підтверджено сенатом США 1 серпня, і він був приведений до присяги 10 вересня.
З червня 2007 року до червня 2008 року працював послом США в Іраку.
Рікер був заступником керівника місії в Будапешті, Угорщина, з 2004 до 2007 року. З 2000 по 2003 рр. обіймав посаду заступника Голови Державного департаменту з питань зв'язків з громадськістю. У 2003 та 2004 роках, як професійний дипломат і представник Державного департаменту, він в США та за кордоном, читав лекції та давав інтерв'ю про зовнішню політику та дипломатію США.
Раніше, в період 1999—2000 років, Рікер був директором з питань зв'язків зі ЗМІ у Державному департаменті. З 1993 по 1996 рр. був помічником інформаційного радника в Будапешті, Угорщина, а з 1997 по 1999 рр. Був радником зі зв'язків з громадськістю в Скоп'є, Македонія. Він працював прессекретарем посла Крістофера Р. Хіла в процесі Рамбуйє (мирні переговори про Косово).

## Примітка
1. ↑  Філіп Т. Рейкер, заступник помічника секретаря з європейських і євразійських справ, колишній посол США в Македонії [Архівовано 12 березня 2016 у Wayback Machine.], департамент історії, Коледж мистецтв і наук УНК.
2. ↑  Україною в Держдепі буде опікуватись екс-заступник командувача сил США в Європі. VOA (укр.). Процитовано 8 березня 2019.